# Polyandrocarpa colligata
Polyandrocarpa colligata är en sjöpungsart som beskrevs av Sluiter 1913. Polyandrocarpa colligata ingår i släktet Polyandrocarpa och familjen Styelidae. Inga underarter finns listade i Catalogue of Life.